# Deutsche Poolbillard-Meisterschaft 2000 (Herren)
Die Deutsche Poolbillard-Meisterschaft 2000 war die 26. Austragung zur Ermittlung der nationalen Meistertitel der Herren in der Billardvariante Poolbillard. Sie wurde in Willingen ausgetragen.
Es wurden die Deutschen Meister in den Disziplinen 14/1 endlos, 8-Ball, 9-Ball und 8-Ball-Pokal ermittelt.
Nachdem Andreas Roschkowsky vom PBC Schwerte 87 bei der Deutschen 9-Ball-Meisterschaft 1999 erstmals Deutscher Meister, konnte er diesen Titel 2000 verteidigen und zudem Deutscher Meister in den Disziplinen 8-Ball und 14/1 endlos werden. Roschkowsky ist damit bis heute der letzte Spieler, dem es gelang, in drei Disziplinen Deutscher Meister zu werden.

## Medaillengewinner
| Disziplin    | Gold                                  | Silber                          | Bronze                         | Bronze                       |
| ------------ | ------------------------------------- | ------------------------------- | ------------------------------ | ---------------------------- |
| 14/1 endlos  | Andreas Roschkowsky (PBC Schwerte 87) | Thomas Engert (1. PBC Dessau)   | Oliver Ortmann (BC Oberhausen) | Ralf Souquet (1. PBC Dessau) |
| 8-Ball       | Andreas Roschkowsky (PBC Schwerte 87) | Thorsten Hohmann (1. PBC Fulda) | Rolf Alex (PBC Karlsruhe)      | Ralf Souquet (1. PBC Dessau) |
| 9-Ball       | Andreas Roschkowsky (PBC Schwerte 87) | Thorsten Hohmann (1. PBC Fulda) | Thomas Engert (1. PBC Dessau)  | Sascha Emden (Emden)         |
| 8-Ball-Pokal | Ralf Souquet (1. PBC Dessau)          | Kurt Ackermann (Heppenheim)     | Thomas Engert (1. PBC Dessau)  | Maico Kollmeyer (Brambauer)  |

## Modus
Die 32 Spieler, die sich über die Landesmeisterschaften der Billard-Landesverbände qualifiziert haben, spielten zunächst im Doppel-KO-System. Ab dem Viertelfinale wurde im KO-System gespielt.